# Victor Duperré
Pour les articles homonymes, voir Duperré.
Ne doit pas être confondu avec Guy-Victor Duperré ou Charles Duperré.
Victor Auguste Duperré, né le 4 août 1825 à Paris où il est mort le 26 mars 1900, était un vice-amiral et administrateur colonial français.

## Biographie
Fils de Guy-Victor Duperré et de Claire Adelaïde Le Camus, il rejoint la Marine en 1840, part en 1846, sous les ordres d'Edmond Jurien de La Gravière sur La Bayonnaise en Extrême-Orient, avant de devenir lieutenant de vaisseau, le 14 février 1851, au moment de l'attaque de Bomarsund, en Crimée. Quatre ans plus tard, il commande Le Pélican, pendant le blocus de Sweaborg, puis La Salamandre au Levant, avant de devenir capitaine de frégate, le 11 avril 1859. Pendant la campagne d'Italie, il commande La Foudre puis Le Roland au Levant. En 1862, il est aide de camp du Ministre de la Marine puis chef de cabinet et capitaine de vaisseau en 1865. En 1868, il commande la station navale d'Islande puis prend la tête l'année suivante de la Division navale de l'Ouest des côtes de l'Afrique, responsabilité associée aux fonctions de commandant supérieur des comptoirs de Côte de l'Or et du Gabon.
Il devient chef de Cabinet de l'amiral Rigault de Genouilly et en 1873, commande l'Arsenal de Cherbourg. Il devient contre-amiral, en 1873, et devient chef de cabinet du Ministre, puis gouverneur de Cochinchine de 1875 à 1877. Il devient vice-amiral le 1er octobre 1879.
En 1881, il est vice-amiral sous la Présidence du Baron Albert Roussin, et le 27 janvier 1881, devient membre titulaire du Conseil d'Amirauté. En 1884, il commande le Colbert avant d'être nommé en 1886, président du Conseil des travaux de la Marine. Il est également l'un des membres fondateurs du Yacht Club de France.
Il préside le comité d'organisation des sports nautiques pour les Jeux olympiques de 1900.